# Cymodoce convexa
Cymodoce convexa is een pissebed uit de familie Sphaeromatidae. De wetenschappelijke naam van de soort is voor het eerst geldig gepubliceerd in 1876 door Edward John Miers.